# Хозе Видал Каделянс
Хозе Видал Каделянс (на испански: José Vidal Cadellans) е испански каталонски писател на произведения в жанра драма.

## Биография и творчество
Хозе Видал Каделянс е роден на 12 ноември 1928 г. в Барселона, Каталония, Испания.
След Гражданската война от 1939 г. постъпва в семинарията, но след една година напуска. След завършване на образованието си работи с майка си в телефонна централа „Rellinás“. Едновременно пише статии, есета, стихотворения, романи и пиеси.
Първият му роман „Не беше от нашите“ е издаден през 1958 г. Той започва с една кражба – млад мъж краде голяма сума пари от своя богат баща и бяга в чужбина. Кражбата раздвижва цяла редица от личности с техния живот, мисли и възгледи, като рисува картината на едно общество с неговия всекидневен живот, предразсъдъци, илюзии и лицемерие. Романът получава наградата „Еухенио Надал“ за 1958 г. Това е единственият му роман, който е публикувал приживе. Останалите му романи са публикувани посмъртно.
Хозе Видал Каделянс умира след дълго боледуване на 27 октомври 1960 г. в Игуалада, Каталония.

## Произведения
- No era de los nuestros (1958) – награда „Надал“
Не беше от нашите, изд.: „Народна култура“, София (1961), прев. Мария Толчева де Алварес
- Juan y la otra gente (1960)
- Cuando amanece (1961)
- Ballet para una infanta (1972)